# Mitilene
Mitilene (grčki:  Μυτιλήνη)  je glavni otočki grad Lezbosa, u grčkom Egejskom moru. Mitilene je sjedište prefekture Lezbos i regije Sjeverni Egej. 
Mitilene se nalazi na jugoistočnom kraju otoka i sjedište je episkopije.

## Zemljopisne osobine
Mitiline je okružen poljoprivrednim imanjima, brda se uzdižu na zapad i sjever od grada.
Grad se nalazi na jugoistočnom dijelu otoka u zaljevu Gera, rasprostire se na površini od 107.46 km2 i ima ukupno 36 196 stanovnika (popis iz 2001. godine). 

## Povijest
Antički Mitilene bio je na mjestu malog otoka koji se kasnije spojio s otokom i postao dio luke. Mitilene se stalno uspješno natjecao oko vodeće uloge na otoku s obližnjim gradom Metimnom na sjeveru otoka, tijekom VII st.  prije Krista, iz toga je izašao kao pobjednik i postao i ostao glavno otočko mjesto. Najpoznatiji stanovnici otoka bili su; pjesnikinja Safo, Alcaeus i državnik Pitakus (jedan od sedam mudraca antičke Grčke). Grad je bio slavan po svojim novcima 
kovanima od kasnog VI do polovice IV st. pr. Kr.  Mitilene se pobunio protiv Atene 427. pr. Kr., ali je ubrzo kažnjen i poražen od atenskih kaznenih snaga.  U Atenskoj skupštini glasali su u prilog pogubljenja svih muških stanovnika Mitilenea, i prodaju u ropstvo svog ženskog stanovništva i djece. Ali poslije slavnog nastupa u skupšini pozatog kao Mitilenska Debata skupština je promijenila mišljenje i odustala od tako grubih metoda osvete.
Slavni filozof Aristotel živio je u Mitileneu dvije godine, 337. – 335. pr. Kr., sa svojim prijateljem i nastavljačem, Teofrastom nakon što je postao učitelj Aleksandra Makedonskog.
Rimljani, a među njima i tada vrlo mladi Julije Cezar, zauzeli su Mitilene 80. pr. Kr. I pored toga što je Mitilene podržavao gubitnike u svim velikim ratnim sukobima na početku nove ere,   to nije utjecalo na njihov dobar položaj u očima Rimljana i grad je imao siguran i ravnomjerni razvoj za Rimskih vremena.
56. godine nove ere Apostol Pavao zaustavio se u Mitileneu na povratku sa svog trećeg misionarskog putovanja.
Za otomanske uprave grad se je zvao Midili.

## Rast stanovništva Mitileneja posljednjih decenija
| Godina | Stanovništvo | Promjena      | Stanovništvo općine | Promjena |
| ------ | ------------ | ------------- | ------------------- | -------- |
| 1981   | 24,991       | -             | -                   | -        |
| 1991   | 23,971       | -1,020/-4.08% | 33,157              | -        |
| 2001   | 27,247       | +3,276/+13.7% | -                   | -        |

## Promet i gospodarstvo
Mitiline ima trajektnu luku s brojnim linijama za obližnje otoke Lemnos, Kios i Ayvalık u Turskoj. Iz luke plove brodovi i za luke na grčkom kopnu;  Pirej i Solun. Mitilene je povezan s drugim velikim otočkim gradom Skala Eresu, na drugoj strani otoka,  cestom - GR-67. 
Mitilene ima i međunarodnu zračnu luku, smještenu par kilometara od sjedišta grada.
Mitiline je poznat po svojim srdelama koje se love u zaljevu Kalloni, i po svom uzu (alkoholno piće) kojeg proizvodi čak 15 destilerija.

## Arheološke iskopine
Arheološka iskapanja i istraživanja u Mitileneu počela su pri kraju XIX st. kada je Robert Koldewey (kasniji otkrivač Babilona) i grupa njemačkih arheologa počela provoditi mjesece i mjesece u Mitileneu pripremajući prva iskapanja na vidljivim dijelovima vrijednih antičkih spomenika.
Ipak značajna iskapanja počela su tek nakon Prvog svjetskog rata kad je 1920-ih Evangelides, otkopao kazalište (po Plutarhu to kazalište bilo je inspiracija za poznije Pompejevo kazalište u Rimu 55. pr. Kr.
Arheološka iskapanja provedena između 1984. – 1994. na srednjovjekovnoj utvrdi Mitilene od strane Sveučilišta Britanska Kolumbija, pod vodstvom Caroline i Hectora Williamsa, otkrila su ranije nepoznato svetište Demetre i Kore iz kasnog helenističkog perioda i pogrebnu kapelu genoveške velikaške obitelji Gattelusi, koja je vladala sjevernim Egejem od polovice XIV st. do XV st.

## Vanjske poveznice
- Službene starnice (grč.)